# Chapelle Saint-Jacques de Rochegude
La chapelle Saint-Jacques de Rochegude est une chapelle catholique française située à Saint-Privat-d'Allier, dans le département de la Haute-Loire.

## Localisation
La chapelle est située sur la commune de Saint-Privat-d'Allier à plus de 960 mètres d'altitude. Construite à la frontière du Velay et du Gévaudan, elle surplombe les gorges de l'Allier.

## Historique
Il s'agit d'une chapelle romane du XIIe siècle. Selon la tradition, Rochegude était un sanctuaire païen dont les roches à bassin voisines seraient les vestiges. La chapelle aurait été élevée sur ces ruines.

## Description
L'édifice se compose de deux travées dont la seconde sous berceau. Un doubleau les sépare, sur simple tailloir, avec arc latéral de décharge sur la première travée face sud. L'abside, semi circulaire sur les deux faces, est percée d'une fenêtre dont la face extérieure est composée d'un linteau formant voussoir et de piedroits appareillés. L'arc triomphal est en plein cintre désaxé, les traces de peintures paraissent remonter au XVIIe siècle. Un campanile aux baies géminées, avec étages de contreforts, repose sur l'arc triomphal.